# (6112) Ludolfschultz
(6112) Ludolfschultz (1981 DB1) – planetoida z pasa głównego asteroid okrążająca Słońce w ciągu 5,48 lat w średniej odległości 3,11 j.a. Odkryta 28 lutego 1981 roku.